# Hospital General San Jorge (Huesca)
El Hospital General Universitario San Jorge de Huesca es un hospital general del Servicio Aragonés de Salud situado en la avenida de Martínez de Velasco, en Huesca, España. Se trata del principal centro sanitario de la ciudad. El hospital es cabecera de la demarcación sanitaria de Huesca del Servicio Aragonés de Salud.
La denominación responde a la ubicación del centro a los pies del cerro y ermita de San Jorge, encontrándose situado a las afueras de la ciudad. Es obra del arquitecto Fernando García Mercadal que redactó el proyecto del hospital en 1964. Su construcción como centro sanitario del entonces Instituto Nacional de Salud dio comienzo en 1965 y fue inaugurado oficialmente el 14 de noviembre de 1967 con el nombre de "Residencia Sanitaria San Jorge". Su primer director fue EL doctor Don Marcos Sanz Matesanz que a su vez fue el que promovió que el hospital se hiciera en Huesca a pesar de las muchas cortapisas que le pusieron desde varios estamentos de la ciudad. 
La actividad del hospital en sus comienzos fue eminentemente quirúrgica atendida por especialistas de cupo del ambulatorio y por los médicos residentes que integraban el servicio de urgencias, existiendo para la atención de pacientes de medicina interna y pediatría, dos especialistas consultores. La plantilla descontando facultativos era de 150 trabajadores. 
En 1990 el hospital se acoge al Plan del Insalud para adecuación de hospitales de más de 25 años. En la 1ª fase de este plan, se construye el edificio de consultas externas que engloba las consultas de especialidades del antiguo ambulatorio y las del propio hospital. En 1994 se inician las fases 2 y 3 del plan finalizando definitivamente las obras en 1997. El hospital reformado, que sigue la misma distribución que el anterior. Se encuadra dentro de lo que se entiende como arquitectura tecnológica, aplicada ésta a la arquitectura sanitaria (climatización, cableado integral, gestión informatizada de las instalaciones, protección contra incendios), con el recurso del “muro cortina” acristalado que pasa a ser el elemento más representativo de su nueva fisonomía.
El nuevo hospital se eleva en una planta destinada a la asistencia psiquiátrica aguda que como especialidad médica entra en funcionamiento en mayo de 1999.
Con el traspaso a las comunidades autónomas españolas de las competencias en materia de asistencia sanitaria durante las décadas de 1990 y 2000, el centro y sus recursos fueron transferidos a la administración de la comunidad autónoma de Aragón y pasaron a integrar el Servicio Aragonés de Salud.
El hospital cuenta en la actualidad con 314 camas instaladas y más de mil trabajadores en plantilla: 180 facultativos especializados, 280 enfermeras, 180 auxiliares de enfermería, 10 fisioterapeutas, celadores, ingenieros, administrativos, fontaneros, etc. Cuenta, además, con 33 especialidades médicas, dando formación a 44 MIR en 7 especialidades y matronas.
Sus servicios médicos con cardiología o medicina interna, los quirúrgicos en traumatología, oftalmología y ginecología, los servicios denominados centrales que van desde radiología, urgencias o anatomía patológica y el servicio materno-infantil compuesto de pediatría y obstetricia.